# Медзехув
Медзехув (пол. Miedzechów) — село в Польщі, у гміні Ясенець Груєцького повіту Мазовецького воєводства.
Населення — 154 особи (2011).
У 1975-1998 роках село належало до Радомського воєводства.

## Демографія
Демографічна структура станом на 31 березня 2011 року:
|          | Загалом | Допрацездатний вік | Працездатний вік | Постпрацездатний вік |
| -------- | ------- | ------------------ | ---------------- | -------------------- |
| Чоловіки | 82      | 20                 | 54               | 8                    |
| Жінки    | 72      | 11                 | 44               | 17                   |
| Разом    | 154     | 31                 | 98               | 25                   |